# Oracle Unbreakable Linux
Oracle Unbreakable Linux (OUL) war eine Linux-Distribution, die von Oracle Corporation entwickelt und erstmals im Oktober 2006 veröffentlicht wurde. Der Name „Unbreakable“ bezieht sich auf Oracles Anspruch, ein unzerstörbares Betriebssystem und eine höhere Verfügbarkeit zu bieten als andere Linux-Distributionen.
OUL basiert auf der Red Hat Enterprise Linux (RHEL) Distribution und ist eine kompatible Alternative zu RHEL. Die Distribution war kostenfrei erhältlich, Unterstützung und Wartung bot Oracle als kostenpflichtige Dienstleistung an.
Die Distribution wurde häufig in Datenzentren und Cloud-Computing-Umgebungen eingesetzt. Oracle bot auch eine Reihe von Tools und Anwendungen an, die speziell für OUL entwickelt wurden, einschließlich Oracle Database, Oracle WebLogic Server und Oracle Linux Virtualization Manager.